# Chindasvinto
Chindasvinto (en gótico: Kinþaswinþs), aunque su nombre también puede verse escrito como Khindasvinto (564 - 30 de septiembre de 653), fue rey de los visigodos de Hispania entre los años 642 y 653.

## Biografía

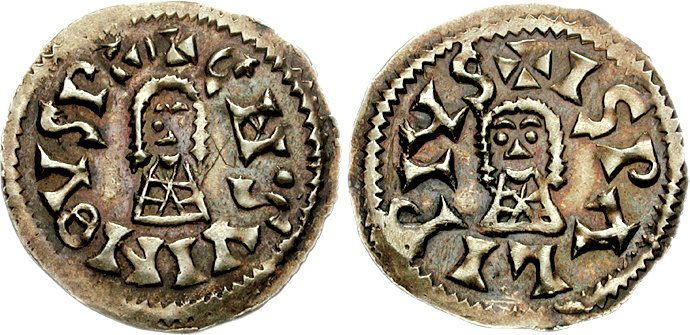
Tremís de Chindasvinto de la ceca de Sevilla.

Sucedió a Tulga, a quien consiguió usurpar el trono mediante una conjura. Posteriormente se hizo elegir por los nobles y ungir por los obispos el 30 de abril del 642. En su reinado el Estado fue saneado, se eliminaron corrupciones, se sofocaron revueltas y se impulsaron nuevas leyes. Es el padre de quien luego fue su sucesor, Recesvinto. 
A pesar de que ya era un anciano de 79 años, su gran energía y fuerza de carácter hicieron someter a su autoridad al clero y a la nobleza. Con el fin de asegurarse su posición frente a cualquier revuelta, una de sus primeras medidas fue ejecutar a 200 godos de las familias más nobles y a 500 de las familias de rango inferior, además de ordenar muchos destierros y confiscaciones de bienes. Los que huyeron se marcharon a la provincia Narbonense, donde recibían apoyo de los reyes francos, o a territorio vascón.
El VII Concilio de Toledo celebrado en el 646 consintió y respaldó sus actos, endureciendo las penas a aplicar a cualquiera que se alzase contra el rey e incluso contra los clérigos que le prestasen apoyo. A este concilio no acudieron muchos obispos por la injerencia del monarca en asuntos eclesiásticos: el rey había limitado la potestad del clero para dar refugio a delincuentes en las iglesias, había acabado con algunos de sus privilegios legales (llegó a imponer sanciones pecuniarias a los clérigos que no se presentaran a juicios civiles) y nombraba personalmente obispos.
Sofocada toda oposición, dio al reino un estado de orden y tranquilidad, para después instaurar la monarquía hereditaria, asociando al trono a su hijo Recesvinto, a petición de los obispos debido a su avanzada edad y en contra de lo dispuesto en el IV Concilio de Toledo, mediante una proclamación realizada el 20 de enero del 648. Desde esa fecha y hasta la muerte del anciano el 30 de septiembre del 653, cogobernaron ambos.
A pesar de ser implacable en sus actos políticos, Chindasvinto es recordado en los anales de la Iglesia como un gran benefactor, a la cual hizo grandes donaciones de tierras y privilegios. Saneó la Hacienda Pública, en parte mediante las confiscaciones de bienes a los rebeldes, en parte por la implantación de un más efectivo y justo sistema recaudatorio. En el terreno militar, emprendió una campaña para sofocar una rebelión de los vascones y otra de los lusitanos.
Como legislador promulgó multitud de leyes, tanto referidas a aspectos políticos del reino, como relativas a la vida económica y social. Se desconoce la legislación relativa a los judíos si la hubiere. Con la colaboración del prestigioso clérigo Braulio de Zaragoza, inició la elaboración de un código legislativo único para godos e hispanorromanos, que sería terminado y promulgado por su hijo Recesvinto. Esta obra será el Liber ludiciorum o Código de Recesvinto, que derogaba los anteriores Breviario de Alarico usado para los hispanorromanos y Código de Leovigildo usado para los godos.
En los últimos años de su mandato el resentimiento de parte de la nobleza (a la que había confiscado tierras) y el clero (al que había desposeído de privilegios), llevaron al país a una situación conflictiva, con diversas rebeliones de las que desconocemos sus detalles exactos.
Según Edward Gibbon, durante su reinado, los musulmanes efectuaron distintas incursiones contra la península ibérica: 

En tiempo de Otman (644-656), sus escuadras piratas asolaron las costas visigodas.
Edward Gibbon, Historia de la decadencia y caída del Imperio romano

Esta interpretación plantea un problema de difícil resolución, ya que el Califato ortodoxo estaba luchando todavía por conquistar Tripolitania, hoy Libia.
Parece que los últimos años de su vida, Chindasvinto, los ocupó en actos de piedad y beneficencia. Fundó el monasterio de San Román de Hornija, en San Román de Hornija (Valladolid), para que a su muerte, a los 90 años, reposasen sus restos en un sepulcro junto a los de su esposa Reciberga, con la que tuvo dos hijos, Recesvinto y Teodofredo, quien fue supuestamente padre de Rodrigo, y una hija, Glasiunta. Su epitafio, escrito por Eugenio de Toledo, le define como «autor de crímenes, impío, obsceno, infame, torpe e inicuo».